# 秦鹏春
秦鹏春（1923年10月20日—2008年12月13日），男，山东掖县人，中国动物组织胚胎学家，曾任东北农学院教授、博士生导师。